# Shrewley
Shrewley est un village et une paroisse civile du Warwickshire, en Angleterre. Il est situé dans le centre du comté, à 8 km au nord-ouest de la ville de Warwick. Administrativement, il relève du district de Warwick.

## Démographie
Au recensement de 2011, la paroisse civile de Shrewley comptait 870 habitants.